# 10968 Штеркен
10968 Штеркен (10968 Sterken) — астероїд головного поясу, відкритий 26 березня 1971 року.
Тіссеранів параметр щодо Юпітера — 3,204.